# 大井満雪
大井 満雪（おおい みつきよ）は、戦国時代の武将、江戸幕府旗本。

## 概要
信濃国守護代の家柄である大井氏の傍流で祖父（あるいは伯父）の代から小諸城を守ったが、武田信玄の勢力伸長により天文23年（1554年）ころに父満実が開城して武田氏に臣従していた。満雪も信玄に仕え、元亀3年（1572年）の三方ヶ原の戦いに従軍して武功があった。また居地を小諸から上野箕輪城に移している。天正2年（1576年）父が遠江高天神城で死去。天正10年（1582年）武田氏が滅ぶと、北条氏の接近もあったが最終的には徳川氏に臣従する。慶長5年（1600年）会津征伐では徳川秀忠に従軍し、続く上田城の戦いにも従った。戦後は上野高崎城の城番を務めた。寛永4年（1627年）駿河国で没。子は無く養嗣子の満美が家督を継ぎ、一時徳川忠長に連座して浪人したが、再び取り立てられて200石の旗本として存続した。